# Börse von Montreal

Logo

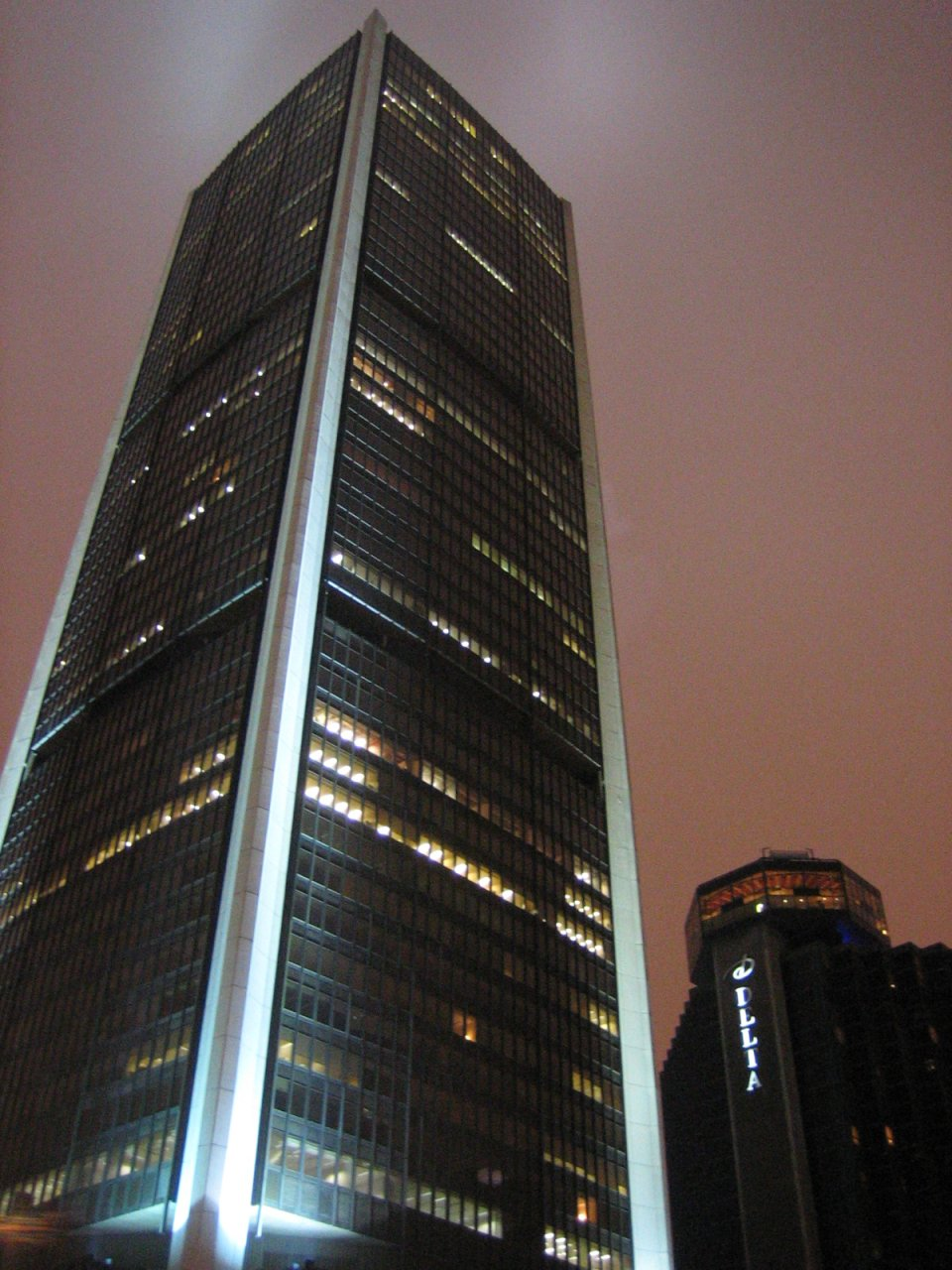
Der Tour de la Bourse, heutiger Sitz der Montrealer Börse

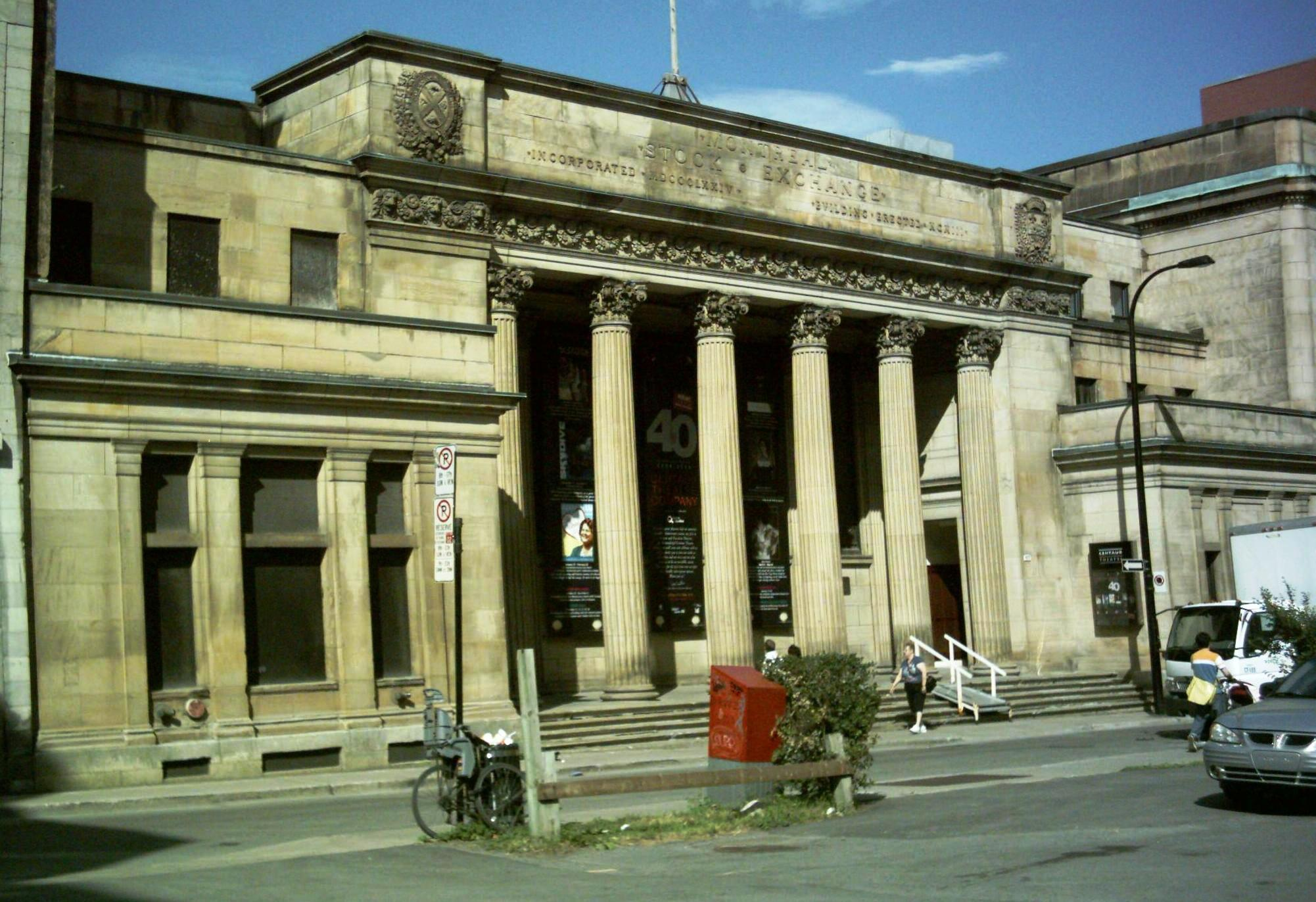
Das ehemalige Börsengebäude wird heute vom Centaur Theatre genutzt

Die Börse von Montreal (MX, französisch Bourse de Montréal, englisch Montreal Exchange) ist eine Terminbörse in Montreal, die mit Futures und Optionen auf Kapital, Indizes, Währungen, Exchange-traded funds (ETFs), Energie und Zinssätzen handelt. Die im Jahr 1874 gegründete Börse befindet sich seit 1965 im Tour de la Bourse. 2007 wurde sie von der Toronto Stock Exchange, der größten Börse Kanadas, übernommen.

## Geschichte
1832 begann im Exchange Coffee House der Handel mit Wertpapieren. Nach über vier Jahrzehnten informeller Tätigkeit wurde 1874 die Montreal Stock Exchange gegründet. Sie war zunächst in der Warenbörse untergebracht und bezog 1904 ein eigenes Gebäude an der Rue Saint-François-Xavier, das vom US-amerikanischen Architekten George B. Post entworfen worden war. Heute wird es vom Centaur Theatre genutzt.
1926 wurde der Montreal Curb Market gegründet, um mit Wertpapieren zu handeln, die als zu riskant galten oder neu auf den Markt kamen. Dieses Unternehmen benannte sich 1953 in Canadian Stock Exchange um und fusionierte 1974 mit der Börse von Montreal. In den ersten Jahrzehnten ihres Bestehens war die Montrealer Börse die größte Kanadas, sie verlor aber in den 1930er Jahren ihre führende Position an die Toronto Stock Exchange. Im Oktober 1965 zog sie in den neu erbauten Tour de la Bourse um.
Die terroristische Gruppierung Front de libération du Québec verübte am 13. Februar 1969 einen Bombenanschlag auf die Montrealer Börse, da sie diese als Symbol der wirtschaftlichen Vorherrschaft der englischsprachigen Kanadier betrachtete. Die Explosion verletzte 27 Personen und richtete großen Sachschaden an. Nach der Einführung der Charta der französischen Sprache durch die Provinzregierung von Québec, die Französisch als Arbeitssprache festlegte, zogen es zahlreiche Unternehmen vor, ihre Handelsaktivitäten nach Toronto zu verlegen, wo Geschäfte weiterhin auf Englisch abgewickelt werden konnten.
1999 vereinbarten die Börsen von Montreal, Toronto und Vancouver eine Arbeitsteilung. Die Montrealer Börse gab den Wertpapierhandel an Toronto ab und spezialisierte sich auf Derivate. Im Dezember 2007 erwarb die Toronto Stock Exchange für 1,31 Milliarden kanadische Dollar die Börse von Montreal, die am 1. Mai 2008 in der TMX Group aufging.

## Mitgliedschaften
- Sustainable Stock Exchanges Initiative